# Scelio oviphagus
Scelio oviphagus är en stekelart som beskrevs av Mukerji 1953. Scelio oviphagus ingår i släktet Scelio och familjen Scelionidae. Inga underarter finns listade i Catalogue of Life.